# Hystrix coreana
Hystrix coreana är en gräsart som först beskrevs av Masaji Masazi Honda, och fick sitt nu gällande namn av Jisaburo Ohwi. Hystrix coreana ingår i släktet Hystrix och familjen gräs. Inga underarter finns listade i Catalogue of Life.